# 顧彬
沃爾夫岡·顧彬（德語：Wolfgang Kubin，1945年12月17日—），生於德國下萨克森州的策勒，是德國詩人、德國漢學家、翻譯家、作家並且是中國以外最重要的漢學家之一，與施舟人、施寒微並稱“欧洲三大汉学家”。

## 生平
顧彬1945年生于同盟國軍事佔領德國时期英属区的旧汉诺威省策勒，1965年毕业于北威州赖讷戴奥尼西亚文理中学 (Gymnasium Dionysianum)，这为他打下了古典拉丁语和希腊语的坚实基础，1966年至1968年在明斯特大学学习新教神学。1968年，他在明斯特大学学习日本学和古典汉语。 1969年至1973年在德国波鸿鲁尔大学学习汉学、哲学和德国文学。这些年他还再次从事日本研究。他的博士论文主要研究唐代诗人杜牧（803-852）的抒情作品。
顾彬自1977年起在柏林自由大学东亚研究所讲学。他教授20世纪中国文学和艺术，并完成了关于中国古典文学中自然概念的演变的博士后论文。1985年10月1日，顾彬就任波恩大学东方与亚洲研究所中文教授（Professor für Chinesisch (C3)）。1989年，他成为现代汉学教授，并于1995年8月接替罗尔夫·特劳塞特尔成为波恩古典汉学教授。
2012年12月25日担任中国海洋大学德语系主任。他以翻譯現代中國散文和中國詩歌而在漢學界為人所知。他翻譯的六卷本魯迅小說散文選最为有名。他的《二十世紀中國文學史》被認定為權威著作。他自己也是詩人。儘管他多次公開批評中國，不過還是獲得了2007年中國獎金最高的詩歌獎。

## 争论

### 「垃圾論」風波
2006年11月26日，顧彬接受了德國之聲記者的採訪，就中國當代文學、中國作家，以及一些具體作家和作品（例如卫慧的《上海宝贝》）談了他的看法，其中有作出一些批評和意見。但在一個月以後，被重庆晨报局部轉載，顧彬對個別作家的批評和對中國當代文學的意見變成了「德國漢學家炮轟中國文學稱中國當代文學是垃圾」，並被中國大陸各大媒體轉載，引起了很大的反响。
由於此事件造成了一些負面影響，破壞了顧彬的個人形象。顧彬知道後，馬上給德國中文媒体發電郵澄清說：“就这件事，我收到了许多信件，报纸的采访要求等等。那家重庆报纸显然歪曲了我的话。我肯定说过，棉棉等人的作品是垃圾（「垃圾」二字是用中文写的），但对中国当代文学整体我没有这样说。”
顾彬曾在一次演讲
上说：“当我被采访的时候，我无法控制自己，很不谨慎的用了‘垃圾’这个词，但仅仅是用在特定的语境中。”

## 相关作品
- Nachrichten von der Hauptstadt der Sonne: moderne chinesische Lyrik 1919-1984. Frankfurt am Main: Suhrkamp, 1985. ISBN 3-518-11322-4
- Die chinesische Dichtkunst: von den Anfängen bis zum Ende der Kaiserzeit. Geschichte der chinesischen Literatur Band 1. München: Saur, 2002. ISBN 3-598-24541-6.
- Schattentänzer: Gedichte. Bonn: Weidle, 2004. ISBN 3-931135-83-7.
- Die chinesische Literatur im 20. Jahrhundert. Geschichte der chinesischen Literatur Band 7. München: Saur, 2005. ISBN 3-598-24547-5.
- Halbzeit einer Liebe: eine Erzählung. Mit einem Nachwort von Heinz Ludwig Arnold. Edition Milo Band 4. Wien: Lehner, 2006. ISBN 3-901749-55-1 .